# مرسن (اکلاهما)
مرسن(به انگلیسی: Morrison) شهری در ایالت اکلاهما کشور ایالات متحده آمریکا است که جمعیت آن در سرشماری سال ۲۰۱۰ میلادی، ۷۳۳ نفر بوده‌است.